# Vipiteno

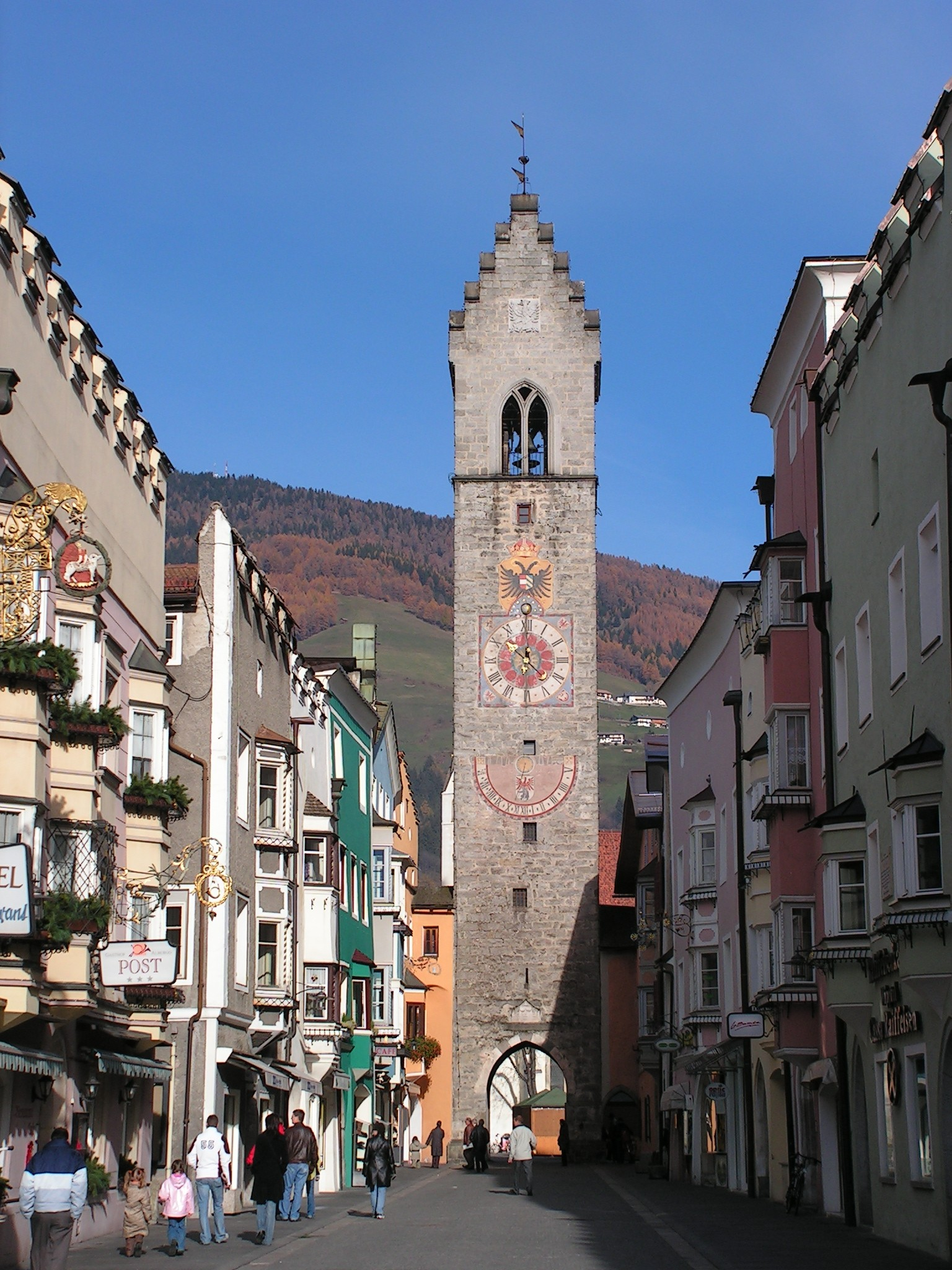
La Zwoelferturm.

Localización de Vipiteno en la Provincia de Bolzano.

Vipiteno (en italiano) o Sterzing (en alemán) es un municipio italiano de 5.799 habitantes perteneciente a la Provincia Autónoma de Bolzano. Esta ciudad es, en sus tres cuartos, germanófona. El topónimo Vipiteno, con el que la ciudad fue rebautizada por los italianos tras la anexión de la parte meridional de Tirol, es una invención del siglo XX (procedente del antiguo campamento romano de Vipitenum) mientras que el poblado fue anteriormente conocido por los mercantes italianos como Sterzen (hecho reconocido por el mismo Ettore Tolomei). 
Es sede de la comunità comprensoriale Alta Valle Isarco y acoge varios servicios como el hospital y varias escuelas secundarias superiores (también en lengua italiana).  
Atravesada por el río Isarco, se encuentra a 15 km a sur del paso del Brennero, 30 km al norte de Bresanona, 70 km de Bolzano y 50 km de Innsbruck (Austria).  
Situada a 950 m s. n. m., está dominada por el Rosskopf-Monte Cavallo (2.176 m s. n. m.) al oeste, la Hühnerspiel-Cima Gallina (2.800 m s. n. m.) al noreste y la Zinseler-Cima de Stilves (2422 m s. n. m.) al sur.  
Se encuentra bien comunicada por autopista y por ferrocarril.
Es célebre por sus productos lácteos, en particular por su mantequilla y su yogur.

## Evolución demográfica

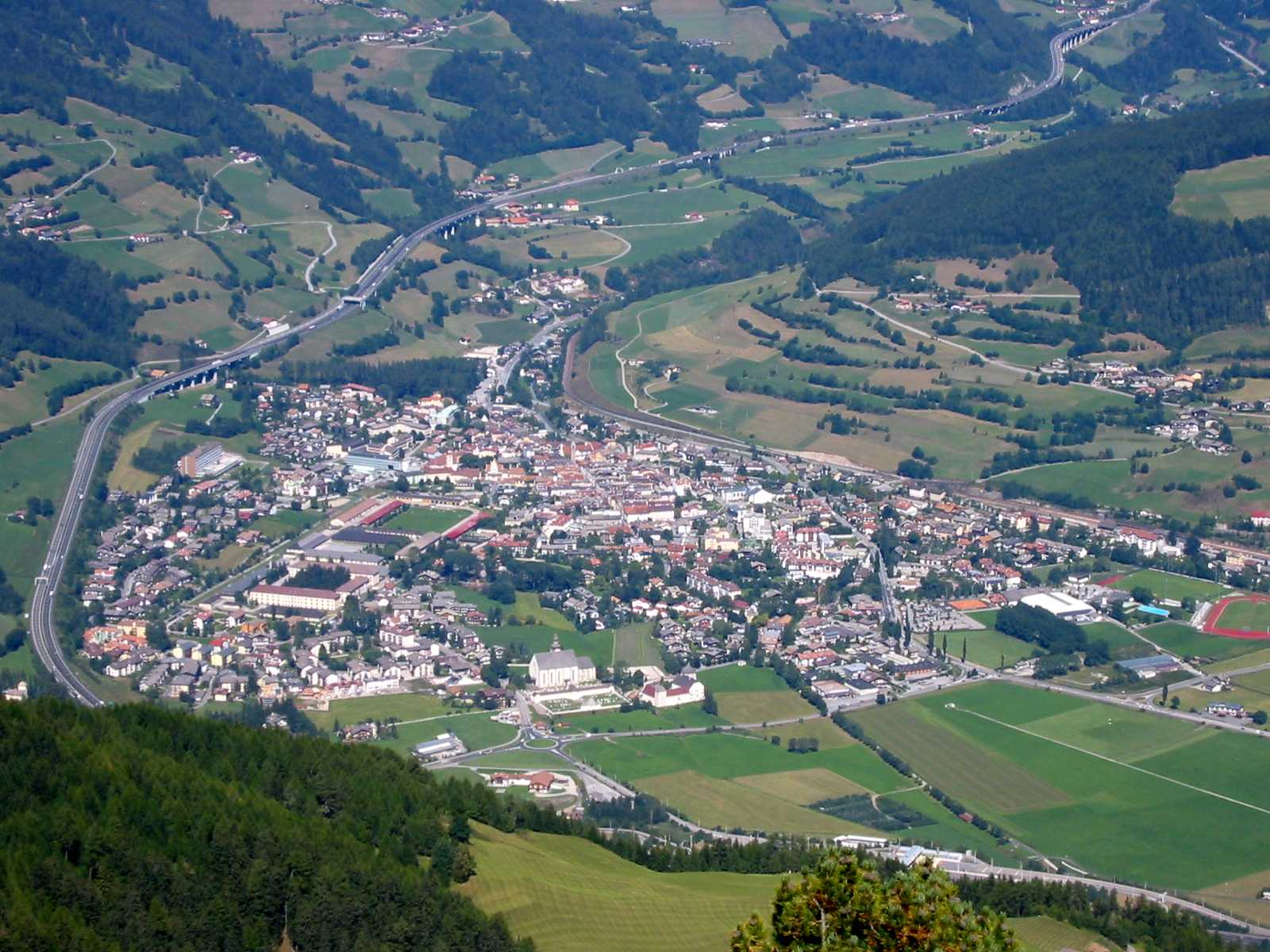
Vipiteno vista desde lo alto.

| Gráfica de evolución demográfica de Vipiteno entre 1921 y 2001               |
|                                                                              |
| Fuente: Istituto Nazionale di Statistica - Elaboración gráfica por Wikipedia |

### Distribución linguística
De acuerdo con el censo de 2024 el 67,66% de la población habla alemán, el 32.08% italiano y el 0.27% Ladino como primer idioma.